# جواو بوسكو دي فريتاس تشافيس
جواو بوسكو دي فريتاس تشافيس (بالبرتغالية: Bosco‏) هو لاعب كرة قدم برازيلي، ولد في 14 نوفمبر 1974 في إسكادا في ألمانيا. لعب مع جمعية بورتوغيزا الرياضية ونادي ساو باولو ونادي سبورت ريسيفه ونادي فورتاليزا ونادي كروزيرو.

## وصلات خارجية
- جواو بوسكو دي فريتاس تشافيس على موقع قاعدة بيانات كرة القدم.إي يو (الإنجليزية)
- جواو بوسكو دي فريتاس تشافيس على موقع Soccerway.com (الإنجليزية)
- جواو بوسكو دي فريتاس تشافيس على موقع عالم كرة القدم.نت (الإنجليزية)